# Nataša Mićić

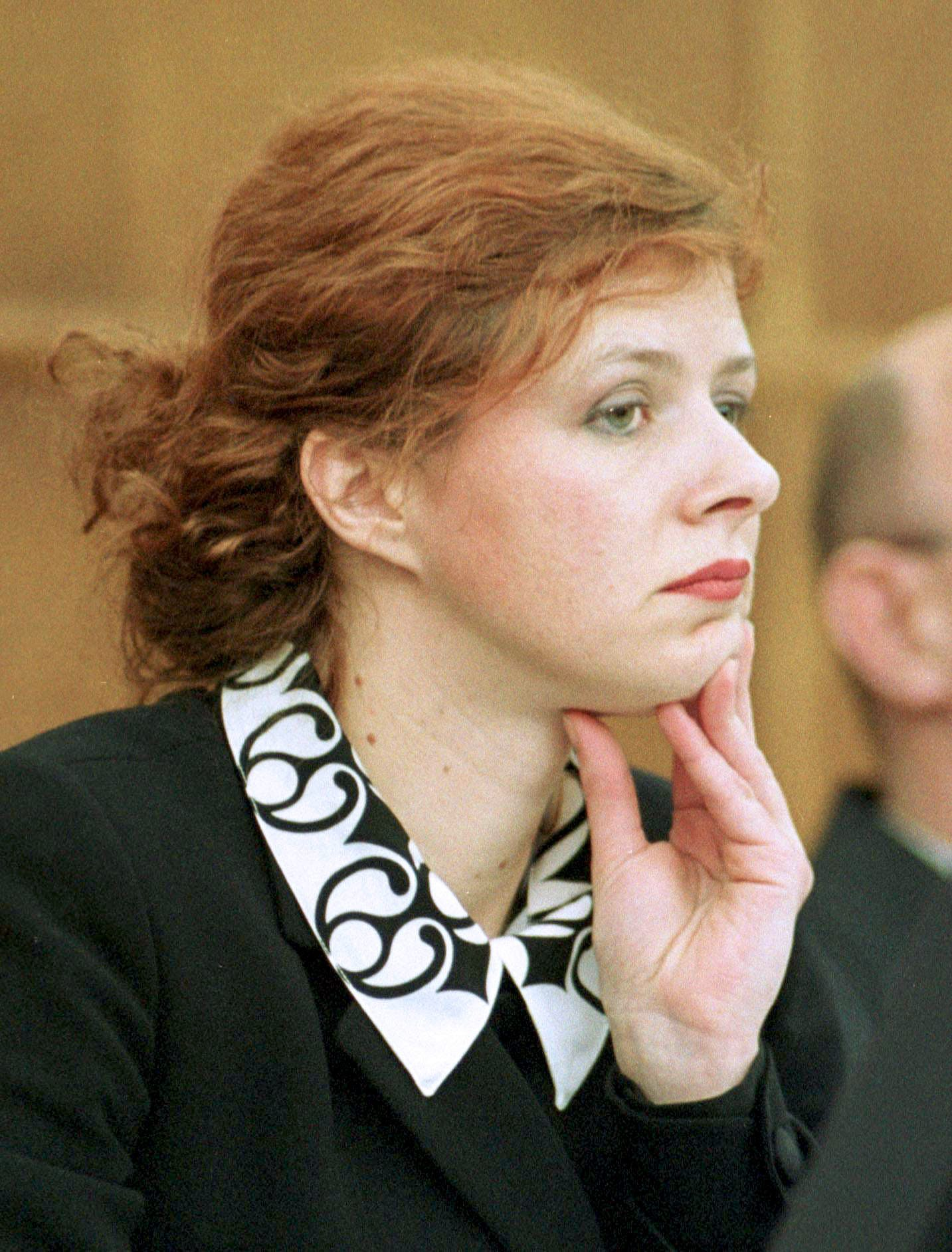
Nataša Mićić (2001)

Nataša Mićić (serbisch-kyrillisch Наташа Мићић, geborene Jovanović, * 2. November 1965 in Užice, SR Serbien, SFR Jugoslawien, heute Serbien) ist eine serbische Juristin und Politikerin.

## Werdegang
Mićić studierte Rechtswissenschaft in Belgrad und war anschließend als Anwältin sowie Bürgerrechtsaktivistin tätig.
Von 2001 bis 2004 übernahm sie als erste Frau überhaupt das Amt als Parlamentspräsident der serbischen Nationalversammlung. Mićić war vom 29. Dezember 2002 bis 4. Februar 2004 kommissarisch Präsidentin von Serbien, was sie ebenfalls zum ersten weiblichen Amtsinhaber machte. Kurz nach der Ermordung von Zoran Đinđić 2003 rief sie den Notstand aus.
Sie ist stellvertretende Vorsitzende der Liberaldemokratischen Partei.